# 拉穆烏帕齊拉
拉穆乌帕齐拉是孟加拉国科克斯巴扎爾縣的一个乌帕齐拉，位於吉大港专区的科克斯巴扎爾縣。。

## 人口
據1991年孟加拉國人口普查，拉穆共有戶數26,964戶，人口266,640人。其中男性佔比51.41%，女性佔比48.59%；成年人口74,742人。該地7歲以上人口之平均識字率為21.5%，低於全國平均值（32.4%）。